# ザンジバル革命政府
ザンジバル革命政府（ザンジバルかくめいせいふ、英語: Revolutionary Government of Zanzibar）は、タンザニア連合共和国を構成する地方の一つであるザンジバルを統治する自治政府。

## 歴史
ザンジバルは、1963年12月10日にザンジバル王国としてイギリスから独立したが、その支配層は少数派のアラブ人であり、多数派であるアフリカ人にとって不公平な制度のまま独立した。独立後最初の新年を迎えた直後の1964年1月12日、ペンバ島のジョン・オケロ率いる武装勢力がクーデターを起こし、王政を打倒。アフリカ人政党であるアフロ・シラジ党 (ASP) が実権を握り、ザンジバル人民共和国を成立させた（ザンジバル革命）。その際に新たな統治機構として設立されたのが、ザンジバル革命政府である。
その後、治安維持のために隣国タンガニーカに対して援軍を要請したことから、両国は急速に統合への道を歩む。そして1964年6月24日、両国はタンガニーカ・ザンジバル連合共和国として統合し、同年タンザニア連合共和国に改称した。
連合共和国結成後もザンジバルには広範な自治権が認められ、外交・国防・通貨といった連合全体に関わる事項以外は引き続きザンジバル革命政府が担い、現在に至っている。

## 統治機構
ザンジバル革命政府の長は大統領（タンザニアの大統領とは別の役職）で、ザンジバル革命政府が管轄する5州の住民によって直接選挙により選出される。任期は5年。3選は禁止されている。閣僚は大統領がザンジバル議会の議員の中から任命する。現在の大統領はタンザニア革命党 (CCM) のフセイン・ムウィニ（第8代）。フセインは第2代タンザニア大統領・第3代ザンジバル大統領を務めたアリ・ハッサン・ムウィニの息子であり、親子2代でザンジバルを率いることになる。
大統領のもとには革命評議会が置かれ、大統領への諮問機関として機能する。革命評議会の議長は大統領が兼任するが、その他の議員はザンジバル革命政府の閣僚や、大統領が任命する議員で構成される。
立法府は一院制の議会で、定数は81議席。50議席は小選挙区制に基づく住民の選出枠、15議席は選挙の結果を考慮して割り振られる女性議員枠、10議席は大統領の任命枠、5議席は政府により任命された5州の知事が着任し、最後の1議席は司法長官に割り当てられている。議員の任期は5年。
ザンジバル革命政府の成立以降、ザンジバルの政治はアフロ・シラジ党 (ASP) の一党独裁のもとに置かれてきたが、1977年にタンガニーカの支配政党であるタンガニーカ・アフリカ民族同盟 (TANU) とASPが合併し、タンザニア革命党 (CCM) を樹立。以後CCMがタンザニア政府に加え、ザンジバルの政治も支配している。1992年からはCCM以外の政党の設立も許可されるようになったが、野党の勢力は弱く、CCM政権が依然として続いている。比較的有力な野党としては、ザンジバルを支持基盤とする市民統一戦線（CUF）が存在する。